# 達爾文四號
達爾文四號（Darwin IV）是一個虛構的行星，最初出現在美國科幻作家韋恩·巴羅（Wayne Barlowe）的作品「Expedition: Being an Account in Words and Artwork of the 2358 A.D. Voyage to Darwin IV」中。該行星有著跟地球類似的環境，但卻沒有我們一般熟知的海洋；行星表面在幾百萬年前曾被海洋覆蓋，後來在經過重大氣候變遷下，大部分的海洋蒸發形成了濃密的大氣層，原本被海洋淹沒的地區變成了山脈、高原、沙漠和草原，同時也繁衍出了許多奇特的動物。

## 敘述
根據原著描述，達爾文四號離地球約 6.5 光年，擁有兩顆衛星，並且以 2 AU 的距離（相當於地球到太陽距離的兩倍）繞行著一對由F 型恆星所組成的聯星系統。顧名思義，該行星是其所屬太陽系的第四顆行星，赤道直徑約 6563 公里，只有地球的一半大小，一天等於地球約 26.7 個小時。行星大氣層的含氧量遠比地球高許多，引力只有地球的 0.6 倍。
在該星球，大陸板塊會持續移動，地表多為乾燥的沙漠或平原；超過一半的水分在大氣中，而其他則多在河流、極地或曾是海床或海盆的湖泊，而所謂的「湖泊」是由一大群微生物組成的極大面積膠體，也就是該星球的「海洋」（Mare Amoebicus / Amoebic Sea），許多水分在這裡被吸收，以防止這些水分蒸發。

## 生物
達爾文四號的生物通常都有著巨大的體型，許多屬於雌雄同體；身上大多具有發出發光的器官，但該星球的生物的感光器官多數已退化，對於感知可見光非常遲鈍，主要都是以聲納進行辨認，因此也有可能演化出類似響尾蛇的紅外線感應能力。

## 外部連結
- Gallery （页面存档备份，存于） of Expedition paintings with commentary by Barlowe.